# Stadsparken, Luleå
Stadsparken är en park i centrala Luleå, Norrbottens län.
Parken har flera gånger varit med i tävlingen Sveriges vackraste park, och vann 2004 en speciell utmärkelse i denna tävling för bästa vinterpark. Under vinterhalvåret så byter isskulpturerna ut varandra, bland annat så finns det varje år ett djur av is med rutschkana. Till påsken brukar det även smyckas ut påskkycklingar eller dylikt. Parken ligger i anslutning till Luleå domkyrka.

## Snödjur i Stadsparken
- 1986–1987: Tupp
- 1987–1988: Katt
- 1988–1989: Säl
- 1989–1990: Berguv
- 1990–1991: Domherre
- 1991–1992: Talgoxar
- 1992–1993: Ekorre
- 1993–1994: Större hackspett
- 1994–1995: Räv
- 1995–1996: Björn
- 1996–1997: Varg
- 1997–1998: Älg
- 1998–1999: Lodjur
- 1999–2000: Hare
- 2000–2001: Örn
- 2001–2002: Fjällräv
- 2002–2003: Tjäder
- 2003–2004: Hermelin
- 2004–2005: Järv
- 2005–2006: Lavskrika
- 2006–2007: Ren
- 2007–2008: Lax
- 2008–2009: Lämmel
- 2009–2010: Utter
- 2010–2011: Gris
- 2011–2012: Groda
- 2012–2013: Vitryggig hackspett
- 2014: Igelkott (blev klar först januari 2014)
- 2015: Bäver (blev klar först januari 2015)